# Nicolas Eymerich, Inquisitore: La Peste
Nicolas Eymerich, Inquisitore: La Peste è una avventura grafica episodica per PC e dispositivi mobili, sviluppato dalle italiane TiconBlu e Imagimotion e pubblicato a partire da novembre 2012.

## Trama
Il gioco, suddiviso in quattro episodi (Inquisitore, Il Villaggio, Il Demone, l'Abbazia), prende spunto dai romanzi di Valerio Evangelisti con protagonista l'austero e cinico inquisitore Nicolas Eymerich, a sua volta ispirato alla figura storica dell'omonimo inquisitore.
La storia è ambientata nel 1364, quando l'inquisitore Eymerich è convocato a Carcassonne dall'abate della città ed è incaricato di indagare su una misteriosa pestilenza che ha colpito il vicino villaggio di Calcares.

## Modalità di gioco
Il gameplay è quello classico del genere delle avventure grafiche: Eymerich, controllato dal giocatore, esplora la mappa del luogo in cui agisce e, per raggiungere i suoi obiettivi, deve raccogliere oggetti e combinarli oppure parlare con dei personaggi e risolvere dei rompicapo.
La storia ha dei toni seri e maturi, in linea con le atmosfere dei romanzi originali.

## Edizioni
Il primo episodio, Inquisitore, è stato pubblicato in Italia a novembre 2012 in una versione doppiata e sottotitolata in italiano e - novità assoluta nel mondo dei videogiochi - in latino.
A partire da luglio 2013 è stata distribuita da Microïds anche la versione internazionale, con audio in inglese e italiano e sottotitoli in inglese, francese, tedesco, spagnolo e italiano.
Oltre al doppiaggio in latino una novità introdotta da Nicolas Eymerich, Inquisitore: La Peste è che il gioco è disponibile sia come classica avventura grafica che come audiogame, risultando così accessibile anche alle persone non vedenti o ipovedenti.
Il 27 gennaio 2013 è stata messa in commercio la prima versione italiana del secondo capitolo, intitolato Il villaggio